# .ba
.ba ist die länderspezifische Top-Level-Domain (ccTLD) von Bosnien und Herzegowina. Sie existiert seit dem 14. August 1996 und wird vom University Telinformatic Centre verwaltet.

## Eigenschaften
Nur Bürger und Unternehmen aus Bosnien und Herzegowina dürfen eine .ba-Adresse beantragen, außerdem ist bei der Bestellung die Angabe einer gültigen Personalausweis-, Umsatzsteuer- oder Handelsregister-Nummer notwendig. Falls kein lokaler Sitz vorgewiesen werden kann, muss zumindest ein ortsansässiger administrativer Ansprechpartner (Admin-C) angegeben werden. Die meisten Domain-Registrare bieten ihren Kunden einen Treuhänder an, der diese Aufgabe übernimmt. Häufig ist dies mit zusätzlichen Gebühren verbunden. Insgesamt darf eine .ba-Domain zwischen drei und 63 Zeichen lang sein, wobei die Verwendung von internationalisierten Domainnamen derzeit nicht möglich ist.
Es werden Registrierungen sowohl auf zweiter Ebene als auch auf dritter Ebene akzeptiert. Die folgenden Domains auf zweiter Ebene sind verfügbar:
- .edu.ba für Bildungseinrichtungen
- .gov.ba für die Regierung
- .net.ba für Internetdienstleister
- .org.ba für gemeinnützige Organisationen

## Bedeutung
Aufgrund der restriktiven Vergabekriterien zählt .ba zu den kleinsten ccTLDs. Im Januar 2006 waren nur etwa 3.000 Adressen registriert, was im Vergleich zu .de (mehrere Millionen) verhältnismäßig wenig ist.